# تنگل شور سفلی
تنگل شور سفلی روستایی در دهستان میامی بخش رضویه شهرستان مشهد استان خراسان رضوی ایران است.

## جمعیت
بر پایه سرشماری عمومی نفوس و مسکن در سال ۱۳۹۵ جمعیت این روستا ۱۷۲ نفر (۵۳خانوار) بوده‌است.